# بودا براون
بودا براون (بالإنجليزية: Buda Brown)‏‏ (10 يونيو 1894 في بيلينغام - 12 أغسطس 1962 في فانكوفر) سياسية من كندا.